# جيري نورتن
جيري نورتن (بالإنجليزية: Jerry Norton)‏ هو لاعب كرة قدم أمريكية أمريكي، ولد في 16 مايو 1931 في غلمر في الولايات المتحدة.

## وصلات خارجية
- جيري نورتن على موقع مرجع كرة القدم المحترفة.كوم (الإنجليزية)